# Martin Schlappner
 (avril 2022).
Si vous disposez d'ouvrages ou d'articles de référence ou si vous connaissez des sites web de qualité traitant du thème abordé ici, merci de compléter l'article en donnant les références utiles à sa vérifiabilité et en les liant à la section « Notes et références ».
Martin Schlappner (né le 6 octobre 1931 à Groß-Gerau et mort le 26 novembre 2008 à Rüsselsheim) est un économiste allemand, officier administratif et homme politique (SPD).

## Biographie
Après avoir été diplômé du lycée, Schlappner commence des études d'économie et de sciences sociales à l'Université de Francfort, qu'il achève en 1955 avec le premier examen d'État et l'examen pour un diplôme en économie. Il travaille d'abord pour une entreprise de construction et comme pigiste pour le journal Rüsselsheimer Echo, rejoint l'administration de l'arrondissement de Groß-Gerau en 1956 et est ensuite promu au poste de conseil administratif principal. Martin Schlappner est marié.

## Politique
Schlappner est membre du SPD. De 1956 à 1996, il est conseiller municipal de Rüsselsheim. Il est membre du Landtag de Hesse de 1970 à 1995. Il est élu dans la circonscription de Groß-Gerau I. Au Landtag, il est du 1er décembre 1974 au 4 août 1983 et du 25 septembre 1983 au 17 février 1987 président de la commission de l'environnement.
En 1979 et 1984, il est membre de la 7e et 8e assemblée fédérale.

## Honneurs
- Chevalier de l'Ordre du Mérite de la République fédérale d'Allemagne
- 1983: Officier de l'Ordre du Mérite de la République fédérale d'Allemagne
- 2006: Médaille Willy-Brandt